# Linia kolejowa Coutras – Tulle
Linia kolejowa Coutras – Tulle – linia kolejowa we Francji łącząca Coutras na linii Paryż – Bordeaux z Tulle w Masywie Centralnym. Linia przebiega przez Périgueux i Brive-la-Gaillarde.
Według klasyfikacji Réseau ferré de France ma numer 621 000.